# Fernando Selma

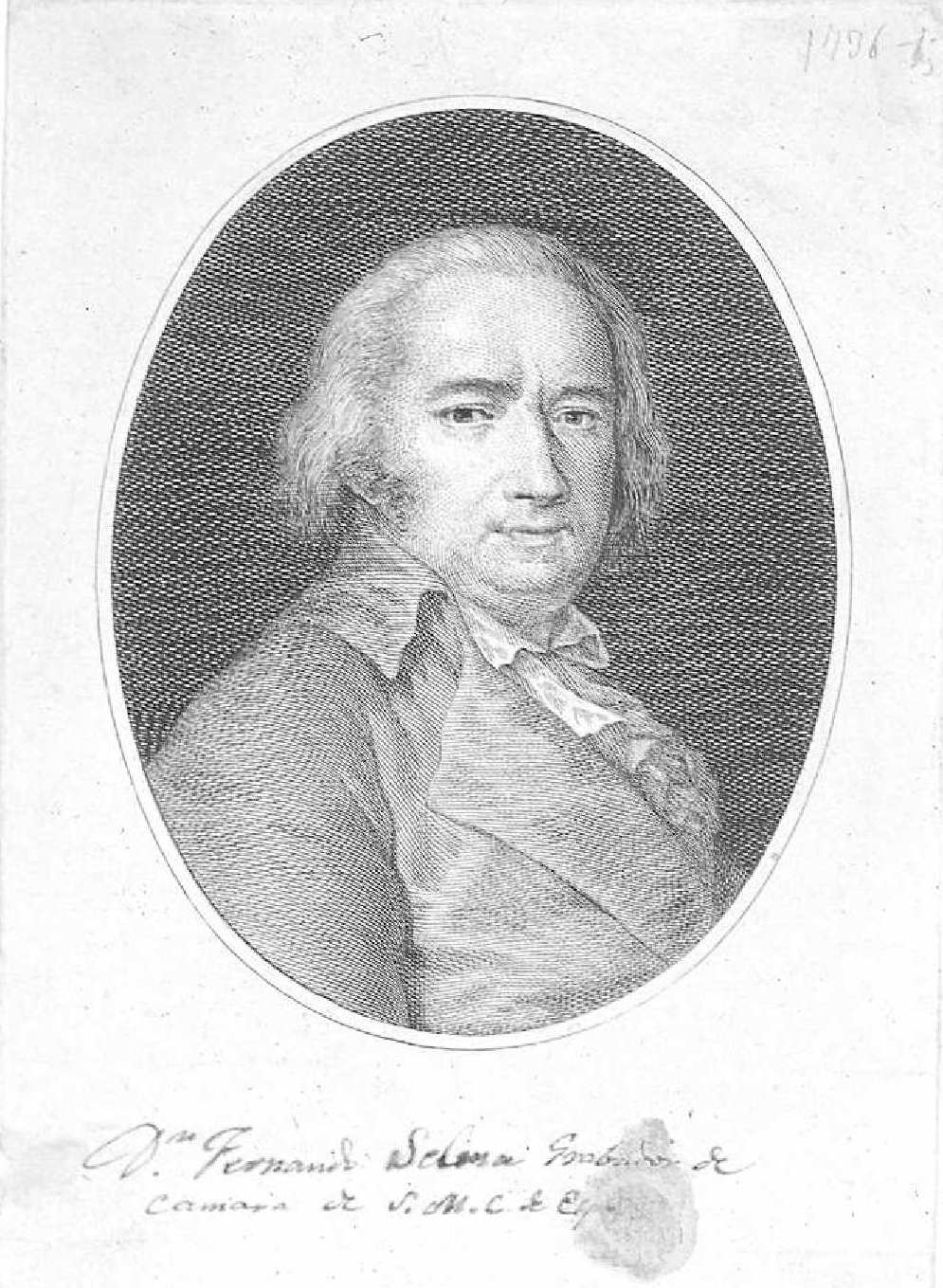
Fernando Selma. Prueba. A mano: «D^{n} Fernando Selma grabador de / cámara de S. M. C. de Esp.» Biblioteca Nacional de España.

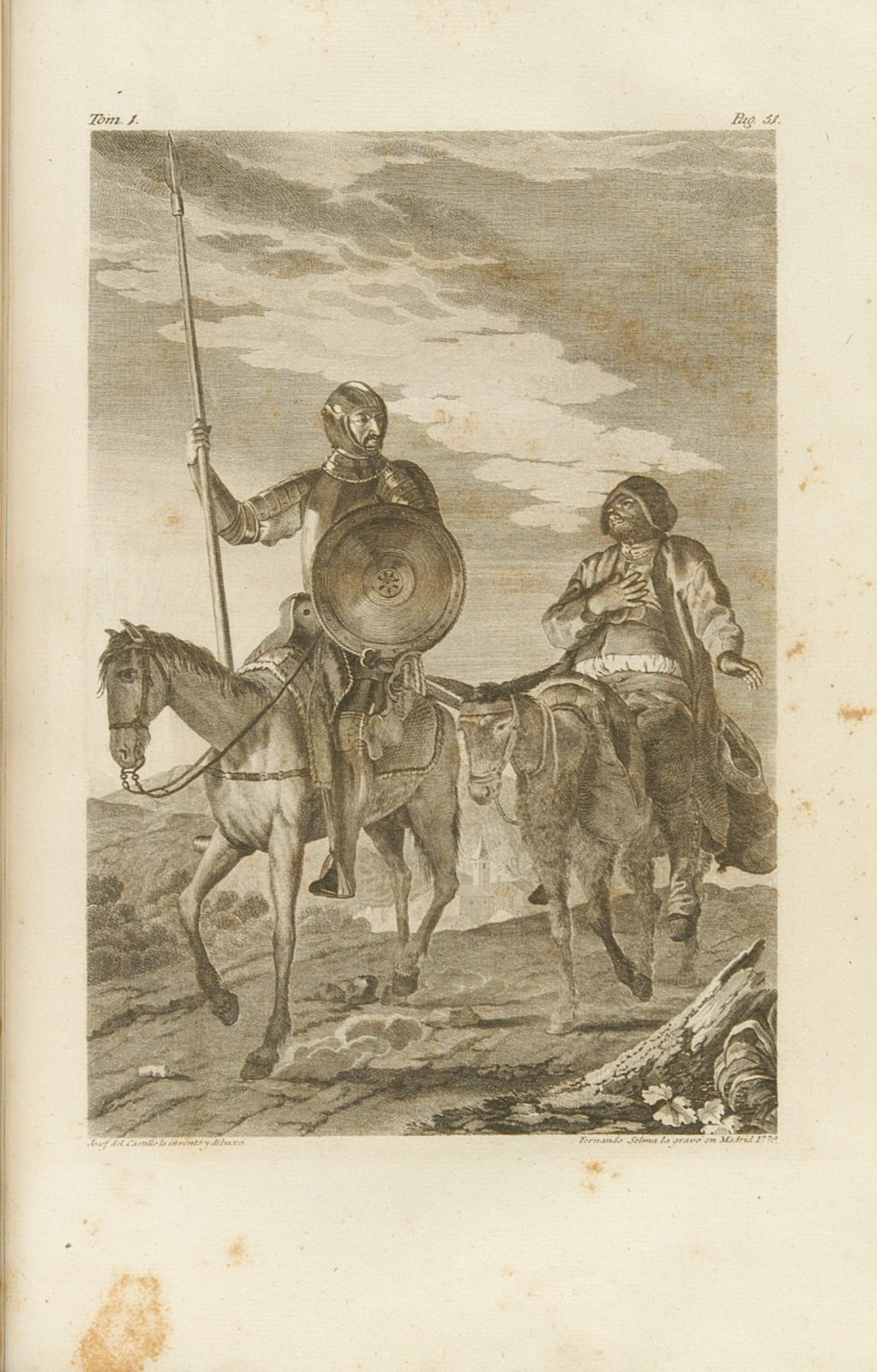
El Ingenioso hidalgo don Quijote de la Mancha, ed. Ibarra, Madrid, 1780. Segunda salida (p. 50), grabado de Fernando Selma sobre un dibujo de José del Castillo.

Fernando Selma (Valencia, 1752-Madrid, 8 de enero de 1810) fue un calcógrafo ilustrado español. 

## Biografía
De origen humilde, inició su formación artística con Ignacio Vergara en la Academia de Bellas Artes de San Carlos, de la que fue uno de sus primeros alumnos, cuando el establecimiento académico aún funcionaba de forma provisional, a partir de 1765. Durante tres años recibió en ella los principios de dibujo con tan buen aprovechamiento que un dibujo suyo de Cleopatra, según el grabado abierto por Jakob Frey a partir de un original de Carlo Maratta, fue seleccionado por la Junta de la Academia recién aprobada para hacérselo llegar al rey, como muestra de los frutos que se esperaban de su creación. El examen del dibujo en la corte hizo que en agosto de 1768 la junta particular de la Real Academia de Bellas Artes de San Fernando propusiese su traslado a Madrid, donde de forma extraordinaria —por su condición de huérfano de madre y pobre de solemnidad— se le daría casa en la propia Academia a cargo del conserje, comida, medicamentos, vestuario y útiles de trabajo, y en noviembre fue pensionado por el rey Carlos III para continuar sus estudios en ella. En la Academia de San Fernando asistió a las clases de Principios de dibujo con Francisco Bayeu y poco más adelante también a las de grabado con Manuel Salvador Carmona, sin dejar de asistir a las lecciones nocturnas de dibujo. Solo un año después de su llegada a Madrid obtuvo el premio de la Academia en ambas disciplinas, el de tercera clase de pintura, por el dibujo de la estatua del Baco joven, de la que existía un vaciado en la Academia, y el de grabado en dulce por el grabado a buril en una lámina de cobre de la estatua del Gladiador del Disco.
A partir de 1772, todavía sujeto a la disciplina académica como su pensionado y al tiempo que seguía realizando ejercicios de buril bajo la dirección de Salvador Carmona —cabezas de niña y de anciano y Herodías por pintura de Guido Reni— comenzó a recibir los primeros encargos que le iban a permitir completar la pensión anual, aunque como menor de edad de su administración quedase encargado el conserje de la institución. Entre esos primeros encargos figuran los adornos para la edición de Joaquín Ibarra de 1772 de La conjuración de Catilina y la guerra de Yugurta de Salustio traducidas por el infante Gabriel de Borbón, obra culminante de la tipografía madrileña del siglo XVIII.
La última etapa de su formación académica consistió en la copia y dibujo con el original delante de aquellos cuadros de la colección real que le fuesen propuestos por Bayeu, que eligió El paso del mar Rojo por los israelitas y Jacob y su familia de Luca Giordano. En abril de 1774 viajó a Aranjuez para presentar al rey los dibujos acabados y obtener su permiso para proceder a realizar los grabados, tarea que concluyó en 1777.
Académico de Mérito de las academias de Valencia en 1780 y de Madrid en 1783, y este año nombrado también director honorario por el grabado de la academia valenciana, por los mismos años contrajo matrimonio con María Manuela Gil, hija de Jerónimo Antonio Gil, fundador de la Academia de San Carlos de México, que quiso contar con su yerno para que se hiciera cargo de las enseñanzas del grabado en lámina en la nueva academia, pero el viaje quedó suspendido cuando estaba ya a punto de embarcarse con destino a México en 1786, posiblemente por decisión oficial y para asegurarse de que atendía a los proyectos editoriales de la Imprenta Real.
Como grabador calcográfico a buril y aguafuerte participó en los más ambiciosos proyectos editoriales y en las más destacadas empresas de la Calcografía Real. Así en la edición del Quijote de Ibarra (1780) patrocinada por la Real Academia, en la que se encargó de siete de los grabados, el frontispicio de la primera parte y algunas de las viñetas y encabezamientos, sobre dibujos de José del Castillo y Antonio Carnicero entre otros. Para la posterior edición de 1782 del mismo impresor se encargó de un nuevo grabado hecho a partir de un dibujo de los hermanos Isidoro y Antonio Carnicero, para sustituir al que se había encargado a Goya en la primera edición, luego rechazado: el apaleamiento de Sancho Panza por los campesinos vecinos de dos pueblos que disputaban por el rebuzno de un burro.
Para los Retratos de los españoles ilustres proporcionó entre otros los retratos de Lope de Vega por dibujo de Rafael Ximeno y Planes, Miguel de Cervantes, Alonso de Ercilla, el beato Juan de Ribera, el cardenal Cisneros, Íñigo López de Mendoza y Diego Saavedra Fajardo. Además proporcionó el dibujo para el retrato de Pedro Rodríguez Campomanes grabado por Esteban Boix. También intervino en la Historia de la Conquista de México de Antonio de Solís en la espléndida edición de Antonio de Sancha en dos volúmenes (1783-1784), para la que proporcionó el retrato de Hernán Cortés por dibujo atribuido a Tiziano. A partir de 1786 colaboró también con el Atlas marítimo de España y a quienes le reprochaban haber abandonado el dibujo historiado para dedicarse a trabajos técnicos y poco artísticos, les respondió:

Más me satisface servir con utilidad a los que navegan sobre los abismos del océano que deleitar a los frívolos con estampas de lujo.

El nombramiento de grabador de cámara de Carlos IV, en mayo de 1799 y como reconocimiento a la excelencia de su trabajo en el Atlas y en otros trabajos de esa naturaleza, conllevaría para él precisamente la obligación de atender con preferencia a los encargos del Depósito Hidrográfico y, llegado el caso, de instruir en el grabado de costas a algún joven piloto de la marina.

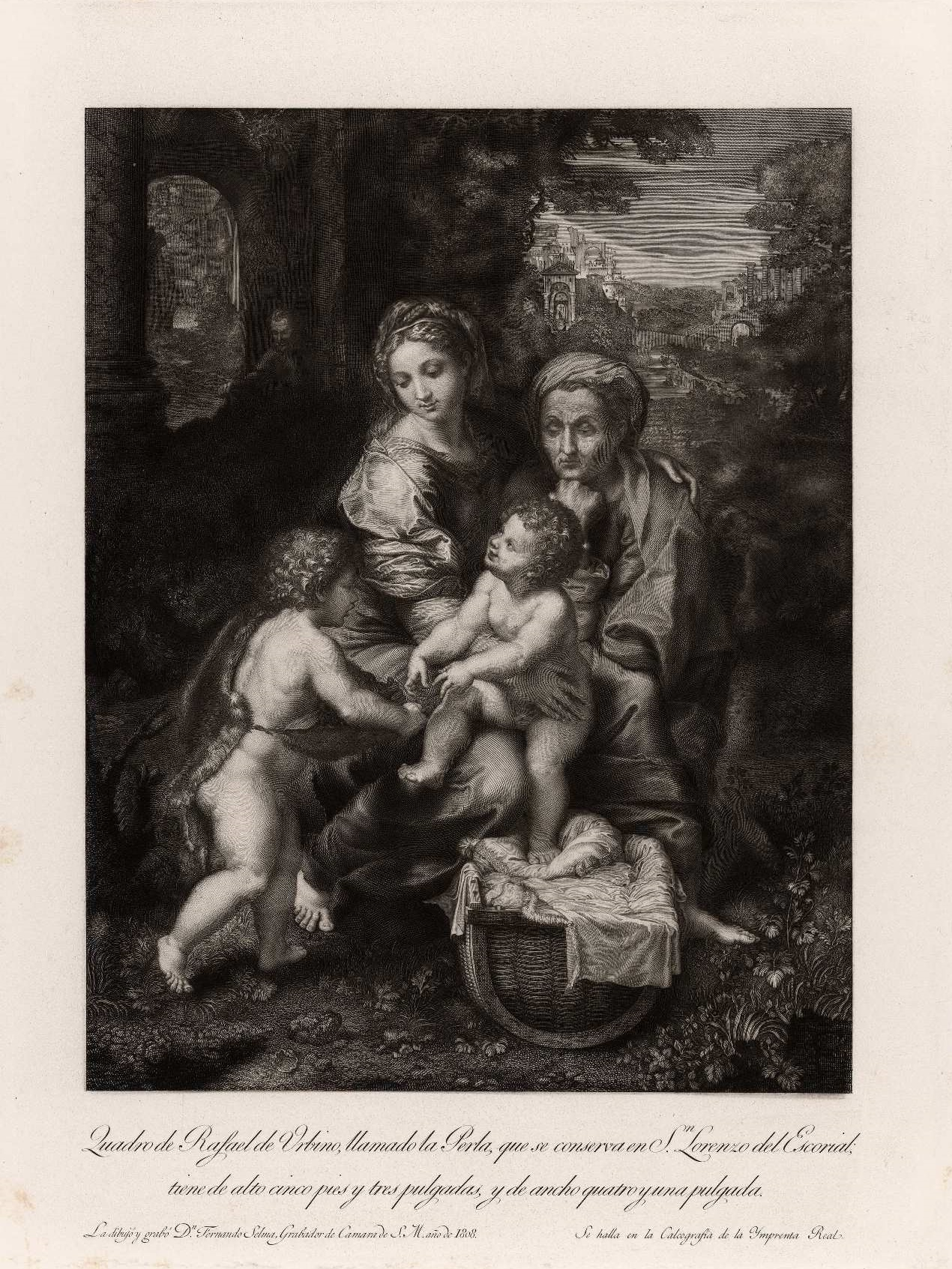
Sagrada Familia, llamada la Perla, grabado a buril por pintura de Rafael conservada actualmente en el Museo del Prado. Firmado: «La dibujó y grabó D.n Fernando Selma, grabador de Camara de S.M. año de 1808». Biblioteca Nacional de España

Por encargo de la Compañía para el grabado de los cuadros de los Reales Palacios constituida en 1789, grabó el autorretrato de Anton van Dyck con el conde de Turena entonces conservado en el Palacio Real de Madrid, la Descensión de la Virgen para imponer la casulla a san Ildefonso de Murillo por dibujo de Agustín Esteve, y el Apóstol Santiago el Mayor de Guido Reni. Con el mismo objetivo de dar a conocer a un público amplio las pinturas de las colecciones reales, en 1779 recibió el encargo del conde de Floridablanca de tomar dibujos de algunos de los cuadros conservados en el Monasterio de El Escorial para sacar grabados de ellos en la Real Calcografía, encargo al que pertenece la estampa de la Virgen del pez sobre la pintura de Rafael Sanzio, obra considerada por él de estudio y de enorme exigencia, en la que comenzó a trabajar en 1779 y no concluyó hasta 1782, apremiado por el propio rey y urgido por Floridablanca, que en carta a la Academia llegó a amenazar a Selma con «alguna providencia rigurosa» si continuaba retrasando el trabajo. Concluida la estampa, en mayo de 1783 pudo finalmente presentarla ante la Junta ordinaria de la Academia, que en vista de ella acordó por unanimidad nombrarlo académico de mérito. Mucho más iba a retrasarse la conclusión de la Sagrada Familia, llamada la Perla, por pintura también de Rafael, de la que hizo el dibujo en El Escorial en 1779, al mismo tiempo que hizo el de la Virgen del pez, aunque en la lámina no comenzó a trabajar hasta 1788 y solo la dio por terminada en 1808, siendo su última obra firmada, si bien por las circunstancias derivadas de la ocupación francesa no pudo llegar a verla publicada, al morir en 1810, y fue su viuda quien en 1815 se encargó de editarla en París, antes de vender la lámina en 1818 a la Real Calcografía.